# Ness Point

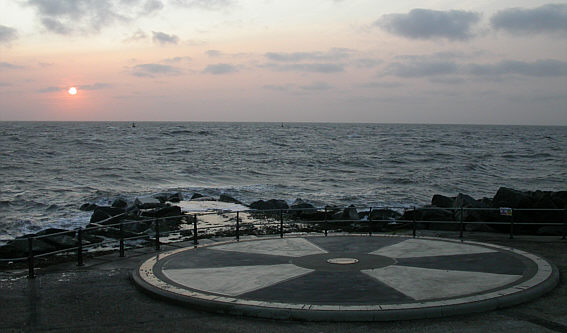
Euroscope, Ness Point

Ness Point, anche conosciuto come Lowestoft Ness, rappresenta il punto più orientale dell'Inghilterra, ma anche dell'intero Regno Unito e in generale delle Isole britanniche. Si trova a Lowestoft, nel distretto di Waveney, nella contea del Suffolk. Il sito si trova a nord del centro cittadino, e presenta una grande bussola, conosciuta come Euroscope, che segna diverse località in altre nazioni insieme alla distanza a cui si trovano da Ness Point.

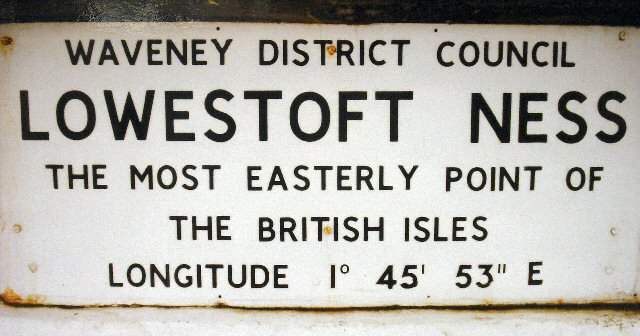
Targa che segnala il punto più orientale delle Isole britanniche

A Ness Point si trova il Orbis Energy Centre, un centro di sviluppo per le energie rinnovabili. Nello stesso luogo si trova anche la pala eolica più alta del Regno Unito, chiamata "Gulliver", che è alta 126 metri e genera energia immessa sulla rete di distribuzione nazionale.